# Polyvinylpyrrolidon
Polyvinylpyrrolidon (PVP) je ve vodě rozpustný polymer.

## Výroba
Polyvinylpyrrolidon se vyrábí polymerizací monomeru N-vinylpyrrolidonu:

## Vlastnosti
PVP je rozpustný ve vodě a jiných polárních rozpouštědlech. Ve vodě má užitečnou newtonovskou viskozitu. Zasychá v podobě vločkovitého prášku, který snadno absorbuje vzdušnou vlhkost až do 40 % své hmotnosti. V roztoku má výtečné smáčivé vlastnosti a snadno tvoří film. Proto je dobrý pro tvorbu povlaků na materiálech nebo jako aditivum do povlaků.

## Historie
PVP byl poprvé syntetizován profesorem Walterem Reppem, který si ho v roce 1939 nechal patentovat jako jeden z nejzajímavějích derivátů acetylenové chemie. PVP se nejprve používal jako náhrada krevní plazmy, později v široké škále aplikací v medicíně, farmacii, kosmetice a průmyslové výrobě.

## Použití
Monomer je velmi toxický pro vodní organismy. Polymer (PVP) se však používal v první polovině 20. století jako plazma expander pro osoby, které utrpěly úraz.
PVP se používá jako pojivo v mnoha léčivých přípravcích vyráběných ve formě tablet. Při orálním podání jednoduše projde tělem. Při pitvách se však zjistilo, že krospovidon přispívá k poškození plicních cév u osob, které zneužívají tablety vstřikováním do krve. Dlouhodobé účinky krospovidonu na plíce nejsou známy. PVP tvoří s jodem komplex nazývaný jodovaný povidon s dezinfekčními vlastnostmi. Tento komplex se používá v různých výrobcích, například roztocích, mastech, pesarech, tekutých mýdlech nebo chirurgických lázních.
PVP se výjimečně dobře váže na polární molekuly, od kterých si vypůjčuje polaritu. To vedlo k jeho používání ve vrstvách pro fotografické papíry a fólie k inkoustovému tisku a také pro inkousty do tiskáren.
PVP se používá i ve výrobcích pro péči o tělo, například šamponech nebo zubních pastách, v nátěrových hmotách a v lepidlech, která je třeba vlhčit, například pro poštovní známky a obálky. Používá se i v roztocích pro kontaktní čočky a v lázních pro kalení oceli. PVP byl základem prvních laků a gelů na vlasy, v některých je stále obsažen.
Jako aditivum do potravin se používá jako stabilizátor, má označení E 1201. Polyvinylpolypyrrolidon (PVPP) se označuje jako E 1202. Používá se také ve vinařském průmyslu pro čiření bílého vína. Některé zdroje udávají, že PVP a jeho deriváty jsou plně syntetické látky vyráběné z minerálních zdrojůa proto by neměly být problém ani pro vegany.
V molekulární biologii lze PVP použít jako blokující činidlo při přenosu podle Southerna jako složka Denhardtova pufru. Je také výtečný v absorbování polyfenolů při čištění DNA. Polyfenoly jsou běžnou součástí mnoha rostlinných tkání a pokud nejsou odstraněny, mohou deaktivovat bílkoviny a tak inhibovat reakce jako PCR.
PVP má i mnoho technických aplikací:
- jako lepidlo pro tyčky a pro lepení za horka
- jako speciální aditivum pro baterie, keramiku, sklolaminát, inkousty a papír do tiskáren, pro chemicko-mechanickou planarizaci
- jako emulgátor a dezintegrátor pro polymerizaci
- jako fotocitlivá vrstva pro katodové trubice
- do kalicích lázní
- pro výrobu membrán, například filtrů pro dialýzu nebo pro čištění vody
- jako pojivo a komplexotvorné činidlo v zemědělských aplikacích, například při ochraně plodin nebo ošetření semen
- jako zahušťovadlo do gelů pro bělení zubů[5]
- pro zvýšení rozpustnosti léčiv v kapalné nebo polotuhé formě (sirupy, kapsle z měkké želatiny) a jako inhibitor rekrystalizace
- jako aditivum do pufru pro extrakci RNA

## Příbuzné látky
- Polyvinylpolypyrrolidon (PVPP, krospovidon) je silně zesíťovaná modifikace PVP
- Kopolymer vinypyrrolidonu a vinyl-acetátu (kopovidon)